# Conchaspis socialis
Conchaspis socialis är en insektsart som beskrevs av Green 1896. Conchaspis socialis ingår i släktet Conchaspis och familjen Conchaspididae. Inga underarter finns listade i Catalogue of Life.